# Хейли Пейдж
Хейли Пейдж (англ. Haley Paige, настоящее имя Мэриам Айрин Хейли англ. Maryam Irene Haley; 30 декабря 1981, Чиуауа, Мексика — 21 августа 2007, Калифорния, США) — мексикано-американская порноактриса.

## Биография и карьера
Родилась в Чиуауа (Мексика) в семье смешанного мексикано-британского происхождения, впоследствии переехала в США, жила в Сан-Диего, Калифорния.
Работала в магазине видеопроката, участвовала в деятельности Партии зелёных. В интервью, вспоминая своё детство, утверждала, что подверглась насилию со стороны своего дяди, причём знавшие об этом родители не делали ничего, чтобы её защитить. 
В 19-летнем возрасте откликнулась на газетное объявление о найме моделей для эротического фотографирования, с чего и начала участие в бизнесе «развлечений для взрослых». Снималась в порнофильмах с 2002 года. 
В 2005 году вышла замуж за порнорежиссёра по имени Мартин Дель Торо. Когда вскоре они развелись, Пейдж призналась, что вступала в брак с целью получить законный вид на жительство (зелёную карту) в Соединенных Штатах Америки.
В 2006 впервые выступила как режиссёр, сняв порнофильм Virgin Territory для Smash Pictures.
После завершения карьеры порноактрисы Пейдж планировала выучиться на психолога или сексолога.
В 2007 году Пейдж исчезла на два месяца вместе со своим бойфрендом, Инкио Вольтом Хвангом, режиссёром порнофильмов, более известным как Чико Ванкер Ван, который был арестован 29 июня 2007 года по обвинению в жестоком обращении с ней и её похищении. Через несколько дней его освободили, и 2 августа 2007 года они поженились в Лас-Вегасе

### Смерть
Всего через несколько недель после свадьбы, 21 августа 2007 года, Хван доставил Хейли Пейдж при смерти в больницу Mee Memorial Hospital в Кинг-Сити (Калифорния). Несмотря на оказанную неотложную помощь, у неё не удалось восстановить дыхание и сердцебиение, и в тот же день была зафиксирована смерть. На следующий день, остановленный в угнанной машине, Чико Хван был задержан по подозрению в нанесении повлекшей смерть травмы, однако 24 августа отпущен без официального предъявления обвинения.
Adult Video News сообщали о слухах, что Пейдж могла умереть от передозировки героина, однако представитель коронерской службы округа Монтеррей заявил, что у умершей отсутствовали характерные следы от уколов. Впоследствии результаты токсикологической экспертизы показали отсутствие в организме большинства известных наркотиков, за исключением следовых количеств метадона. Официально причина смерти осталась неопределённой, с сохранением подозрения на метадон, который иногда приводит к летальному исходу даже в малой дозе.
Приблизительно через месяц, 29 сентября 2007 года, Хван также был найдён мёртвым в номере мотеля Economy Inn города Морган-Хилл (Калифорния). Согласно сообщению коронера округа Санта-Клара, он совершил самоубийство намеренной передозировкой метадона.

## Номинации и награды
AVN Awards
- 2005 — Номинация в категории «лучшая сцена секса втроём» за фильм Tales from the Crack (2004)[8]
- 2006 — Номинация в категории «лучшая актриса второго плана в видео» за фильм Prisoner (2005)

Номинация в категории «лучшая сцена группового секса» за фильм Scorpio Rising (2005)
Номинации в категориях «лучшая сцена лесбиянского секса» и «лучшая сцена анального секса» за фильм The Villa (2005)
- 2007 — Номинация в категории «лучшая актриса второго плана в видео» за фильм The New Neighbors (2006)[10]

XRCO Award
- 2006 — Премия в категории «лучшая экранная химия» за фильм The New Neighbors (2006)[11]